# 小行星8049
小行星8049（英語：8049）是一颗围绕太阳公转的小行星。1996年3月17日，近地小行星追踪在茂宜岛发现了此天体。
这颗小行星的绝对星等为278.9921046048045等。